# Río Sechura
Der Río Sechura ist ein etwa 37 km langer Zufluss des Pazifischen Ozeans im Nordwesten von Peru in der Provinz Sechura der Region Piura.

## Flusslauf
Der Río Sechura verläuft in der Küstenwüste von Nord-Peru. Der Flusslauf ist weitgehend kanalisiert und wird von Kanälen gespeist, die vom Río Piura abzweigen. Der Río Sechura bildet westlich von La Unión unterhalb der Straßenbrücke der Nationalstraße 1N (Panamericana) die Fortsetzung des Canal El Melizo. Der Flusslauf wird anfangs von bewässerten Agrarflächen und Kleinstädten gesäumt. Diese liegen in einem riesigen Wüstengebiet, der Sechura-Wüste. Der Río Sechura fließt anfangs knapp 20 km nach Süden. Anschließend biegt er in Richtung Westsüdwest ab. Bei Flusskilometer 13 befindet sich südlich des Flusslaufs die Provinzhauptstadt Sechura. Dort (⊙) zweigt ein Flussarm nach Südwesten ab und erreicht 6 km südwestlich von Sechura das Meer (⊙). Davor befindet sich das Mangrovengebiet Manglares de Chulliyache. Der Hauptfluss fließt bis Flusskilometer 7 in Richtung Westnordwest und erreicht das 33,99 km² große Schutzgebiet Manglares de San Pedro de Vice. Der Río Sechura durchquert auf seinen letzten 6 Kilometern eine Lagune mit Feuchtgebiet, das seit 2008 als ein Ramsar-Gebiet ausgezeichnet ist. Die Mündung befindet sich 9,6 km westnordwestlich von Sechura.